# Provincia di Yozgat
La provincia di Yozgat è una provincia della Turchia.
Situata nell'Anatolia centrale, confina con le province di Çorum a nordovest, Kırıkkale a ovest, Kırşehir a sudovest, Nevşehir a sud, Kayseri a sudest, Sivas a est, Tokat a nordest e Amasya a nord.
Il capoluogo provinciale è Yozgat.

## Distretti

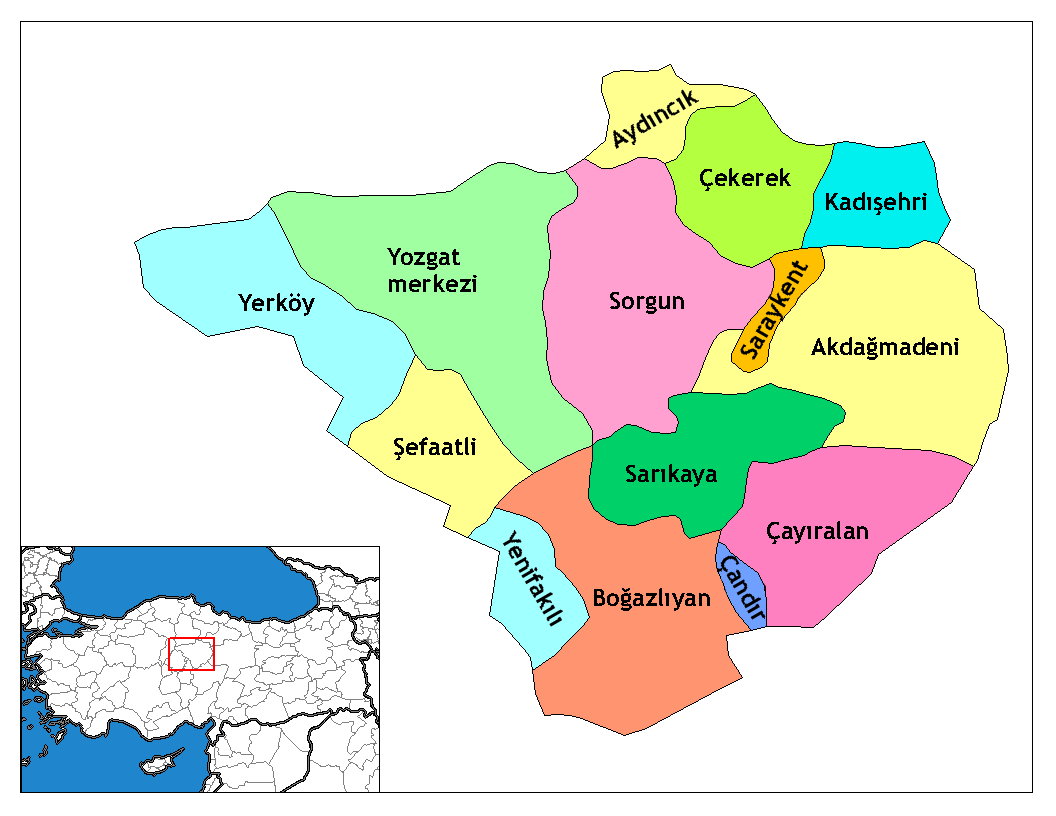
Distretti della provincia di Yozgat

La provincia è divisa in 14 distretti:
- Akdağmadeni
- Aydıncık
- Boğazlıyan
- Çandır
- Çayıralan
- Çekerek
- Kadışehri
- Saraykent
- Sarıkaya
- Şefaatli
- Sorgun
- Yenifakılı
- Yerköy
- Yozgat